# Збинек Міхалек
Збинек Міхалек (чеськ. Zbyněk Michálek; 23 грудня 1982, м. Їндржихув-Градець, ЧССР) — чеський хокеїст, захисник. Виступає за «Піттсбург Пінгвінс» у Національній хокейній лізі (НХЛ).
Вихованець хокейної школи ХК «Їндржихув-Градець». Виступав за «Шовніган Катарактс» (QMJHL), «Х'юстон Аерос» (АХЛ), «Міннесота Вайлд», «Фінікс Койотс», «Піттсбург Пінгвінс», «Аризона Койотс», «Сент-Луїс Блюз».
В чемпіонатах НХЛ — 711 матчів (40+131), у турнірах Кубка Стенлі — 26 матчів (0+4).
У складі національної збірної Чехії учасник зимових Олімпійських ігор 2010 і 2014 (10 матчів, 0+1), учасник чемпіонатів світу 2006, 2007, 2008, 2011 і 2013 (39 матч, 6+3). 
Брат: Мілан Міхалек.
Досягнення
- Срібний призер чемпіонату світу (2006), бронзовий призер (2011)
- Володар Кубка Колдера (2003)